# Despair (Metal-Band)
Despair ist eine Thrash-Metal-Band aus Dortmund.

## Geschichte
Despair gründeten sich 1986 aus den Überresten diverser lokaler Bands. Nachdem die Band einige Konzerte mit Bands wie Death Angel oder D.R.I. spielte, entschloss sie sich, ihr erstes Album über eine eigene Plattenfirma herauszubringen und die Anfragen diverser Firmen abzulehnen. Sänger Robert Kampf gründete daraufhin die Firma Century Media, die heute zu den führenden deutschen Metallabels zählt. 1988 erschien das Debütalbum History of Hate. Die Mischung aus technischem Thrash Metal und dem vom Hardcore Punk beeinflussten Gesang von Robert Kampf brachte der Band viele Fans ein. Nachdem Century Media wuchs und weitere Bands unter Vertrag nahm, entschloss sich Robert Kampf zum Ausstieg. Er wurde durch Andreas Henschel ersetzt.
Das zweite Album Decay of Humanity erschien 1990. Die Musik wirkte ausgereifter als auf dem Debüt. Eine geplante Europatournee mit Death fand nicht statt. Als Ersatz tourten Despair mit Annihilator und Xentrix und spielten ein Jahr später beim Festival Metalmania in Polen. 1992 wurde das dritte und letzte Album Beyond All Reason veröffentlicht. Zur Promotion des Albums tourte die Band mit Overkill durch Europa. Nachdem sich die Musiker nicht über die zukünftige musikalische Ausrichtung einigen konnten, löste sich Despair 1993 auf.
Waldemar Sorychta gründete daraufhin die Band Grip Inc. und machte sich als Musikproduzent einen Namen. Markus Freiwald wurde im Dezember 2010 Schlagzeuger von Sodom. Marek Grzeszek verübte am 15. Mai 2013 Suizid. Im September 2017 reaktivierte Waldemar Sorychta die Band. Neuer Sänger wurde Marc Grewe, der unter anderem bei Morgoth spielte und bereits auf dem Despair-Album Decay of Humanity einige Backing Vocals beigesteuert hatte. Den Bass übernahm Sorychtas Neffe Marius Ickert.

## Diskografie
- 1988: History of Hate
- 1990: Decay of Humanity
- 1992: Beyond All Reason